# Município de Champion (condado de Trumbull, Ohio)
Localização do Ohio nos E.U.A.
O município de Champion (em inglês: Champion Township) é um local localizado no condado de Trumbull no estado estadounidense de Ohio. No ano 2010 tinha uma população de 9612 habitantes e uma densidade populacional de 143 pessoas por km².

## Geografia
O município de Champion encontra-se localizado nas coordenadas 41° 18′ 37″ N, 80° 51′ 30″ O. Segundo a Departamento do Censo dos Estados Unidos, o município tem uma superfície total de 67.22 km², da qual 67,22 km² correspondem a terra firme e (0 %) 0 km² é água.

## Demografia
Segundo o censo de 2010, tinha 9612 pessoas residindo no município de Champion. A densidade de população era de 143 hab./km².